# Deflatie (geomorfologie)
Deflatie is een geomorfologisch proces waarbij stenen en rotsen (met name op aride en semi-aride plaatsen) worden uitgeslepen door de wind.
Het proces bestaat uit het verplaatsen van zandkorrels en kleine steentjes door de wind, hierdoor wordt er een ketsende werking uitgeoefend op een rots of steen waardoor dit een slijtend resultaat oplevert.